# Dichaetomyia liberia
Dichaetomyia liberia är en tvåvingeart som beskrevs av Charles Howard Curran 1935. Dichaetomyia liberia ingår i släktet Dichaetomyia och familjen husflugor. Inga underarter finns listade i Catalogue of Life.